# Alberto González (beisbolista)
Alberto Ramón González (Maracaibo, Venezuela - 18 de abril de 1983) es un infielder de béisbol profesional venezolano. Ha jugado en las Grandes Ligas de Béisbol (MLB) para los Yankees de Nueva York, los Nacionales de Washington, los Padres de San Diego, los Rangers de Texas y los Cachorros de Chicago. En la pelota venezolana, fue parte de los Bravos de Margarita, Tiburones de La Guaira, Águilas del Zulia, TIgres de Aragua y Navegantes del Magallanes.

## Grandes Ligas

### Arizona Diamondbacks
González fue firmado como agente librepor los Diamondbacks de Arizona el 3 de agosto de 2002. Pasó sus primeros tres años en las ligas menores, jugando para los Single-A South Bend Silver Hawks en 2004 y 2005, y los Double-A Tennessee Smokies y Triple-A Tucson Sidewinders en 2006.

### New York Yankees
El 5 de enero de 2007, fue cambiado con los lanzadores Luis Vizcaíno, Ross Ohlendorf y Steven Jackson a los Yankees de Nueva York por Randy Johnson . González comenzó la temporada 2007 con Triple-A Scranton/Wilkes-Barre Yankees, pero fue degradado a Trenton Thunder después de tener problemas.
Los Yankees llamaron a González el 1° de septiembre de 2007, como parte de las listas ampliadas de septiembre. Hizo su debut en las Grandes Ligas ese día como reemplazo defensivo. El 8 de septiembre de 2007, consiguió su primera carrera impulsada al conectar un rodado en una jugada de selección y luego anotó su primera carrera. El 9 de abril de 2008, González fue llamado para brindar respaldo al lesionado Derek Jeter. Tomó el lugar de la lista de Shelley Duncan .

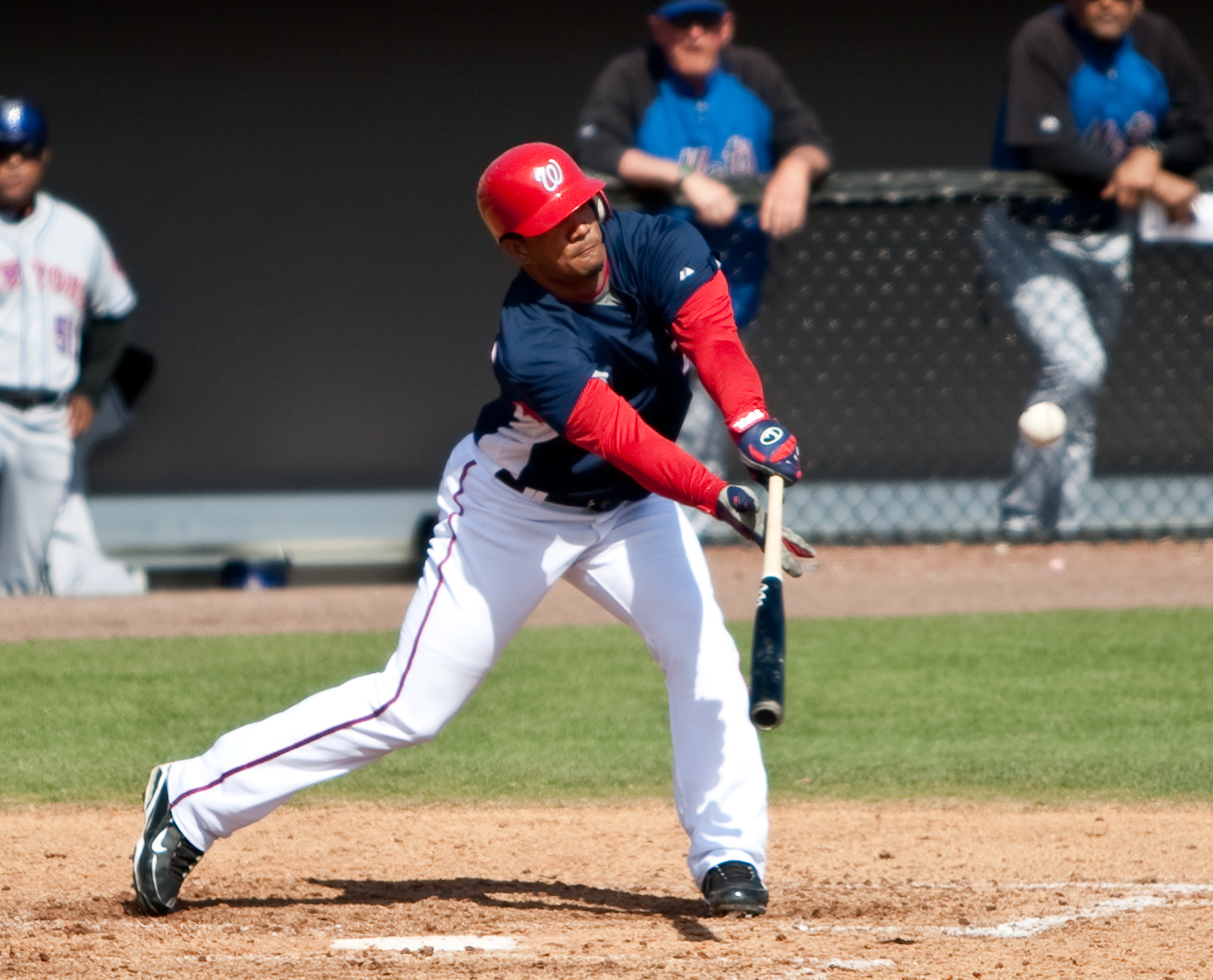
González bateando para los Nacionales en el entrenamiento de primavera de

### Washington Nationals
El 31 de julio de 2008, González fue cambiado a los Nacionales de Washington por el lanzador derecho de ligas menores Jhonny Núñez . Pasó la totalidad de sus tres años en Washington como jugador de cuadro de reserva.

### San Diego Padres
El 28 de marzo de 2011, González fue cambiado a los Padres de San Diego por el lanzador de ligas menores Erik Davis y consideraciones en efectivo. Fue puesto en libertad el 17 de noviembre.

### Texas Rangers
Los Texas Rangers firmaron a González con un contrato de ligas menores el 9 de diciembre de 2011. También recibió una invitación a los entrenamientos de primavera y como resultado de su desempeño, fue agregado a la lista de Grandes Ligas como jugador de cuadro suplente. González fue designado para asignación el 10 de agosto de 2012 para dejar espacio a Mark Lowe en la lista activa.
En octubre de 2012, González eligió la agencia libre de ligas menores. En 24 juegos con los Rangers, González bateó .241/.241/.315 con 4 RBI y siete carreras.

### Chicago Cubs
El 21 de noviembre de 2012, González firmó un contrato de ligas menores con los Cachorros de Chicago que incluía una invitación a los entrenamientos de primavera. Hizo la lista del día inaugural. Fue designado para asignación el 19 de abril de 2013.

### Regreso a los Yankees
El 10 de mayo de 2013, los Cachorros cambiaron a González de regreso a los Yankees de Nueva York a cambio de consideraciones en efectivo o un jugador que se nombrará más adelante . Inicialmente fue asignado a Triple-A cuando fue adquirido, pero fue convocado el 12 de mayo cuando Eduardo Núñez pasó a la lista de lesionados. El 15 de mayo de 2013, González lanzó por primera vez en el montículo en la parte alta de la novena entrada contra los Marineros de Seattle consiguiendo el tercer out con un elevado. González fue designado para asignación el 18 de mayo después de que los Yankees adquirieran a Reid Brignac, y llamado nuevamente el 21 de junio después de que Brignac fuera designado para asignación.

### Regreso a los Padres
El 2 de diciembre de 2013, González firmó un contrato de ligas menores con los Padres de San Diego. Fue puesto en libertad el 23 de abril.

### Wichita Wingnuts
González firmó con Wichita Wingnuts de la Asociación Estadounidense de Béisbol Profesional Independiente para comenzar la temporada 2015.

### Detroit Tigers
El 27 de junio de 2015, González firmó un contrato de ligas menores con los Tigres de Detroit y fue asignado a la Doble A Erie SeaWolves . El 23 de diciembre de 2015, los Tigres volvieron a firmar a González con un contrato de ligas menores. Fue puesto en libertad el 2 de junio de 2016.

## Liga mexicana

### Guerreros de Oaxaca
El 7 de junio de 2016, González firmó con los Guerreros de Oaxaca de la Liga Mexicana de Béisbol . Fue puesto en libertad el 23 de septiembre de 2016.

## Liga Venezolana de Beisbol Profesional
González debutó en la Liga Venezolana de Béisbol Profesional en la temporada 2005-2006 con el equipo de Pastora de los Llanos (posteriormente Bravos de Margarita) cuando tenía 22 años de edad. Pasó con el club 10 campañas (2 en Araure y 8 en Margarita) y se desempeñó regularmente en la tercera base. En una década dejó cifras ofensivas en temporada regular de .266 de promedio al bate en 1408 turnos en los cuales conectó 374 imparables, anotó 183 carreras y empujó 117. Su mejor producción con el equipo insular fue la 2014-2015, donde logró un averaje de .321, con 76 imparables, 27 anotadas y 23 empujadas que le permitieron obtener el premio al Regreso del Año de la temporada.
No obstante, el 24 de junio de 2015 fue enviado a los Tiburones de La Guaira a cambio de los jugadores Yorman Landa y Kender Villegas. Con los litoralenses permaneció durante un par de campañas y en julio de 2017 fue canjeado a los Tigres de Aragua por el lanzador Alexander Torres. Posteriormente fue enviado, junto con Víctor Gárate a las Águilas del Zulia, que lo devolvieron a los Tiburones en diciembre de ese mismo año, y nuevamente fue cambiado a los Tigres en 2020. Por problemas disciplinarios, Aragua lo dejó libre en 2021 y fue tomado por los Navegantes del Magallanes como refuerzo para la zafra 2021-2022.
Con los Navegantes, González obtuvo el único trofeo de campeón de liga, en el cual fue pieza contributoria. Ese año, en 40 juegos de temporada regular bateó para .337/.379/.434, con 56 hits, 36 carreras anotadas y 23 impulsadas.